# Jugonostalgija
Jugonostalgija označava društveni fenomen u zemljama nastalim raspadom druge Jugoslavije, te sociološki pojam novijeg nadnevka. Označava prvenstveno stav koji idealizira ekonomsku, kulturnu i sigurnosnu situaciju u socijalističkoj Jugoslaviji od 1945. do 1991. godine.
Neki nostalgičari za ovom jugoslavenskom i komunističkom prošlosti, žale zbog nestanka onog što se naknadno smatra "zlatnim dobom". 
S vremenom se - kako realnost novih sedam država nastalih raspadom jugoslavije postaje očitijom, a nove geopolitičke stvarnosti prezentnijima - elementi jugonostalgije vezuju uz nove težnje poput želje za što jačim suživotom zemalja tzv. "zapadnog Balkana" kao svojevrsnog političkog limba na ulazu u idealiziranu Europsku uniju.
Fenomen jugonostalgije privlači stanovitu međunarodnu pažnju, kod novinara i socijalni istraživača. Poljska politologinja Anna Jagiełło-Szostak, tako, piše 2013. godine o jugonostalgiji kao fenomenu koji je u velikoj mjeri povezan uz socijalne i s njima povezane emocionalne tegobe koje se i inače mogu prepoznati u društvima koje doživljavaju propast socijalističkog društvenog ustroja, zatim za osobe koje kao osobe iz etnički miješanih obitelji imaju poteškoća u prihvaćanju etničkih identifikacija, te naposljetku ukazuje na postojanje tzv. konzumerističkog jugoslavenstva, gdje se idealizira standard življenja u Jugoslaviji; kod svih tih kategorija se uočava stanovito zanemarivanje realnosti i vraćanje na idealizirane predodžbe o prošlosti.

## Povijest
Pojam se pojavio pri raspadu SFRJ, 1990-ih godina. Pojam je zapravo utemeljila Dubravka Ugrešić tijekom Velikosrpske agresije na Hrvatsku i BiH.
Pojam jugonostalgičar, da apsurd bude potpun, smišljen je kao neka vrsta prosvjedne i uvrjedljive hrvatske političke psovke. Pojavio se u plimi samoniklih pojmova kojima su političari i novinari početkom devedesetih godina prošloga stoljeća označavali pojedince koji nisu bili radosni zbog sloma komunizma, još i manje zbog raspada Jugoslavije, a najmanje zbog stvaranja hrvatske države. Nekoliko je pogrdnih skupnih imenica tih dramatičnih godina steklo najveću medijsku i političku slavu: jugonostalgičari (najraniju uporabu pojma prof. Slaven Letica pronašao je u jednom osječkom govoru Vladimira Šeksa), jugokomunisti i oficirska djeca. Dubravka Ugrešić je u eseju Konfiskacija pamćenja s pravom zapisala kako je jugonostalgičar u Hrvatskoj početkom devedesetih godina prošlog stoljeća bila politička i medijska oznaka za sumnjivog čovjeka, narodnog neprijatelja, pa i izdajicu. Možda i zbog toga, upravo je ona u Amsterdamu 1999. godine, u suradnji s bivšim urednicima i novinarima Starta Dejanom Krešićem i Ivanom Molekom, uskrsla ideju koju su željeli realizirati u spomenutom tjedniku 1989. godine. Zajedničkim snagama, uz pomoć dvaju studenata amsterdamskog sveučilišta (Iris Adrić i Đorđa Matića) pokrenuli su projekt izrade Leksikona jugoslavenske mitologije."
Fenomen u politici, po kojem bivša država ili vladar s vremenom poprimaju sve pozitivniji imidž u masama, primijećen je i drugdje, a objašnjava se potiskivanjem loših sjećanja i stavljanjem lijepih, makar malobrojnijih, u prvi plan. Jedan od snažnijih generatora nostalgije je minula mladost nostalgičara.
Kao posljedica većeg broja društvenih promjena koje su se dogodile u SFR Jugoslaviji, jugonostalgija je uglavnom ograničena na pojedince i manje skupine, koji su proveli najveći dio života u SFRJ, te koji ga smatraju pozitivnijim i sretnijim u odnosu na vrijeme rata i ekonomske nesigurnosti, nakon 1991. godine. Neki od primjera jugonostalgičarskog ponašanja su kumrovečke i proslave u Kući cvijeća, proslave Dana mladosti 25. svibnja itd. Dobar primjer je osnivanje jugonostalgičarskih društava, poput društva "Josip Broz Tito", koje njeguje uspomenu na jugoslavenskog maršala i tekovine antifašističke Revolucije, te radom na internetskim stranicama posvećenim toj temi.
Jugonostalgija je društveni fenomen oblika domobolja, koji je danas posebno izražen u daytonskoj Bosni i Hercegovini (većinom među Bošnjacima), najviše radi tadašnjeg mira i nekomplicirane podjele države. Najmanje je izražen u procvjetaloj Sloveniji izuzmemo li bendove poput "Zaklonišče prepeva", a i u Hrvatskoj izuzmemo li kumrovečke proslave i proslave antifašističke borbe. Jugonostalgija u Hrvatskoj dijelom je umjetno stvarana i održavana plasiranjem nekritičkih ili čak činjenično pogrešnih teza u prilog Jugoslaviji, od pojedinaca kod kojih je izražen kompleks niže vrijednosti zbog pripadnosti ili povezanosti s hrvatskim narodom, a imaju zapaženu medijsku moć. Isto se pripisuje i pojedinim medijskim kućama u cjelini, npr. Europapress Holdingu. Nostalgija je posebnije izražena i u Srbiji, Crnoj Gori i Makedoniji, koje su za Titove vladavine doživjele opći ekonomski procvat i kulturnu i političku emancipaciju. Treba izuzeti Kosovo, na kojemu su Albanci Jugoslavijom zadovoljni samo zbog priznavanja autonomne pokrajine.
Rušenja diktatura uvijek su popraćena egzistencijalnom nesigurnošću i strahovima, nesnalaženjem velikog dijela stanovništva i snažnom težnjom za povratkom u sigurnost diktature. Fenomen se pojašnjava primjerom usporedbe čovjeka sa životinjom koja je rođena u kavezu.
Pokretači jugonostalgičarskog projekta Leksikona jugoslavenske mitologije Dubravka Ugrešić, Dejan Krešić i Ivan Molek dali su naputak kako sastaviti taj leksikon.
Iz naputka bilo je jasno da su život u bivšoj Jugoslaviji željeli svesti na »mozaik pozitivnih, sretnih, nasmijanih i veselih osobnih i kolektivnih sjećanja, priča, mitova i legendi.« Njihovim je naporom pojam jugonostalgija tako od negdašnje očajničke hrvatske političke psovke – iza koje je stajao vrlo racionalan strah i svijest o nadolazećoj JNA i svesrpskoj agresiji i velikosrbijanskim osvajačkim ratovima – pretvoren u vrijednosno i moralno izuzetno pozitivni, uznositi i narcisoidni leksikonski i enciklopedijski pojam. Dakako, za pripadnike onog dijela stanovništva novonastalih država koji su dijelili njihovo uvjerenje kako je Jugoslavija bila obećana zemlja, Arkadija ili barem – Atlantida.
Jugonostalgija odavno nije isključivo, pa ni primarno, postmoderni intelektualni projekt. Diljem država nastalih raspadom SFRJ, posebice u Bosni i Makedoniji, spontano su nastali i nastaju i drugi samonikli pokreti i udruge koje poslanje pronalaze u slavljenju „pozitivnih tekovina” bivše države i njezina političkog poretka: sama druga Tita, bratstva i jedinstva, samoupravnog socijalizma, nesvrstanosti, udruženog rada, pa i svinjskih polovica.
Jugonostalgičarski projekti pokazuju selektivnost memorije. 
Raznolike i brojne organizacije i skupine jugonostalgičara ne zabrinjava odveć činjenica što su predmeti njihove bolne čežnje – Jugoslavija i titoizam – potonuli poput drugih brojnih državnih tvorevina na ovim prostorima: u moru krvi, smrti, zločina, progonstva i ljudske patnje. Oni ne postavljaju pitanja o uzrocima YU-potopa, nego žive u vjeri da predmeti njihove idealističke i romantične žudnje mogu još jednom uskrsnuti poput Feniksa koji su se još 2009. godine dali naslutiti iz niza nezgrapnih pojmova: Regija, Ovi prostori, Naši prostori, Region ili Zapadni Balkan.

## Vidovi jugonostalgije
- potpunom Jugonostalgijom mogao bi se nazvati nekritički pogled na bivšu državu, koja je za određeni socijalni sloj bila idealna država
- djelomična Jugonostalgija je nekritički pogled na neki segment bivše države, bilo socijalni, bilo politički

Jugonostalgijom se ne može zvati sjećanje na kulturna ostvarenja (filmove i glazbu) nastale u bivšoj državi, jer takva suradnja postoji i danas (TV emisije, TV sapunice, koncerti) između današnjih samostalnih država nastalih raspadom SFRJ.
Slovenski sociolog Mitja Velikonja u svojim istraživanjima fenomena jugonostalgije u svom zborniku „Zid je mrtav, živeli zidovi! Pad Berlinskog zida i raspad Jugoslavije“, pokazuje da osim tzv. „pasivne jugonostalgije“  postoji i „aktivna jugonostalgija“.
Već od njezinog nastanka 1919., a još više poslije 1945., diktatura je uvijek bila životno načelo jugoslavenske države. Dok se 1948. nije odvojila od Moskve, jugoslavenska komunistička partija, četvrt je stoljeća pohađala školu sovjetskog staljinizma. Ta komunistička, boljševička intelektualna i mentalna srodnost se održala, i titoistička vlast je upravo staljinističkim postupcima, čak i preventivno, eliminirala (na bilo koji način) sve opozicije i neistomišljenike.
S vremenom jugonostalgija ima sve manje politički, a u sve većoj mjeri potrošački karakter - naime mnoštvo ljudi prepoznaje da su prije nekoliko desetljeća živjeli s manje briga i u većem obilju; kod takve "potrošačke jugonostalgije" se uglavnom zanemaruju razne nestašice, slabi izbor roba i usluga, česta isključivanja električne energije i druge očite slabosti jugoslavenskog ekonomskog sustava. Jugoslavija je, doista (poput drugih komunističkih zemalja), bila zemlja u kojoj je osjećaj socijalne sigurnosti bio veći nego što je to slučaj u zemljama nastalim njenim raspadom, i općenito veći nego u zemljama suvremene Europe.

## Vanjske poveznice
- Generalni konzulat SFRJ
- Republika Titoslavija
- Slobodna Jugoslavija
- Leksikon YU mitologije
- SFRJ.CH
- Mitja Velikonja, "Jugonostalgija u Sloveniji", njem. + slov. jezik
- Članak u Jutarnjem listu 23. svibnja 2008.: Proslava Titova rođendana u Kumrovcu  Arhivirana inačica izvorne stranice od 16. lipnja 2011. (Wayback Machine)
- Kritički pogled na jugonostalgiju  Arhivirana inačica izvorne stranice od 25. listopada 2012. (Wayback Machine)